# 아자티오프린
아자티오프린(azathioprine, AZA, 상표명: Imuran 등)은 면역억제제이다. 류머티스 관절염, 다발성 맥관염 동반 육아종, 크론병, 궤양성 대장염, 그리고 거부반응을 예방하기 위한 장기 이식에 사용된다. 구강으로, 또는 정맥 주사를 통해 투여된다.
일반적인 부작용으로는 골수억제, 구토가 포함된다. 골수억제는 특히 TMPT(thiopurine S-methyltransferase) 유전적 결함이 있는 사람들에게서 흔히 관찰된다. 다른 심각한 위험 요인으로는 림프종의 위험 증가가 포함된다. 임신 중 투여하면 태아에 위험을 초래할 수 있다. 아자티오프린은 퓨린 유사물이자 대사길항물질 계열의 약물이다. 세포의 RNA와 DNA 생성에 지장을 주기 위해 6-티오구아닌을 통해 동작한다.
아자티오프린은 1957년 처음 개발되었다. 의료제도에 필수적인 가장 효과적이고 안전한 의약품 목록인 WHO 필수 의약품 목록에 등재되어 있다. 개발도상국의 도매가는 1개월 기준 대략 US$7.63–17.19이다. 미국 내 도매가는 1개월 당 대략 US$35.34이다. 2016년, 200만 건 이상의 처방과 더불어 미국에서 219번째로 많이 처방을 받은 약물이었다.